# National Highway 89
National Highway 89 (NH 89) ist eine Hauptfernstraße im Westen des Staates Indien mit einer Länge von 300 Kilometern, die sich vollständig im Bundesstaat Rajasthan befindet. Sie beginnt in Ajmer und führt über Nagaur nach Bikaner.